# Вельштерьер
Вельштерьер, или уэльский терьер (англ. welsh terrier), — порода охотничьих собак, выведенная в графстве Уэльс (Великобритания).
Порода также имеет ещё один вариант написания — вельш-терьер.

## История породы
Породный тип вельштерьера известен в Великобритании примерно со Средних веков. Вельштерьер имеет общих предков с ещё одной британской породой — староанглийский чёрно-подпалый терьер.
В формировании породы были использованы крови ирландских терьеров, лейкленд-терьеров и фокстерьеров.
Чистопородное разведение вельштерьера началось в середине XIX века, а в 1985 году Английским кеннел-клубом был утверждён единый стандарт для собак этой породы.
Признание Международной кинологической федерации FCI вельштерьеры получили в 1954 году.
В России (на тот момент ещё в СССР) первые собаки этой породы появились в 1970-х годах.
В начале XX века вельштерьеры были использованы для улучшения кровей немецкой породы собак — ягдтерьеров.

## Внешний вид
Вельштерьер — некрупная, гармонично сложенная собака квадратного формата.
Рост собак этой породы ограничен — он не должен превышать 40 сантиметров, независимо от того, сука это или кобель.
Собаки этой породы характеризуются энергичными, резкими движениями. И в движении, и на месте собака этой породы должна производить впечатление настороженности и готовности к действию.

### Описание
Голова у вельтерьеров длинная, узкая, с умеренно выраженным переходом ото лба к морде. За рельефом шерсти визуально переход мало заметен.
Нос прямой, с хорошо выраженной мочкой.
Эти собаки обладают сильными челюстями с хорошо развитой челюстной мускулатурой.
Глаза у вельшей небольшие, с плотно прилегающими веками. Над глазами располагается хорошо выраженный жёсткий украшающий волос.
Уши полустоячие, небольшие, поставлены с наклоном вперёд.
Шея у этих собак длинная, с высоким поставом и заметно выраженным плавным переходом к холке.
Корпус короткий, имеет сильную спину и глубокую грудную клетку. Круп при этом не выражен. Живот умеренно подтянут, хорошо заметен переход от рёбер к линии живота.
Хвост посажен высоко, обладает сильной мускулатурой. Может быть как купирован, так и иметь естественную длину.
Конечности длинные, сильные, расположены глубоко под корпусом. Суставы подвижные, хорошо выражены. Локти на передних конечностях плотно прилегают к грудной клетке, скакательные суставы на задних конечностях низко опущены и имеют хорошо выраженный угол.
Лапы плотно собраны, пальцы короткие, когти очень сильно развиты. Подушечки лап жёсткие, небольшие.
Шерсть жёсткая, остевой волос проволокообразный, хаотично закрученный, плотно прилегающий волосками друг к другу и к телу собаки. Подшёрсток очень густой, короткий, полностью скрытый под остевым волосом. На ушах и в паху вельштерьеры имеют более мягкую шерсть и значительно более короткую.
Допустимые окрасы для собак этой породы — все варианты чёрно-подпалого, седовато-чёрного и зонарного с подпалом.

## Темперамент
Темперамент собак породы вельштерьер активный, легко возбудимый, процессы возбуждения значительно преобладают над процессами торможения. Собаки этой породы отличаются устойчивой психикой, азартны и упорны в работе.
К людям в большинстве случаев вельши лояльны, не склонны проявлять агрессию, сдержанны в проявлении контактности и потребности в ласке. При этом они очень ценят активные игры и могут настаивать на них.
Вельштерьеры проявляют выраженную заинтересованность в работе, в дрессуре внимательны, активны и заинтересованы. При этом в силу подвижного и активного темперамента собаки этой породы склонны к игнорированию даже хорошо освоенных команд в тот момент, когда они чем-то увлечены.
По отношению к другим собакам вельштерьеры склонны проявляться повышенный интерес и могут демонстрировать агрессию, в том числе и к животным значительно крупнее себя. Склонны к доминированию и к частым конфликтам, что делает собак этой породы не подходящими для начинающего собаковладельца. По отношению к другим видам животных вельштерьеры демонстрируют хорошо выраженный охотничий инстинкт.

## Содержание и уход
Вельштерьерам требуется постоянное наличие повышенных физических и интеллектуальных нагрузок, активный выгул. Собаки этой породы хорошо переносят различные погодные условия, свободно чувствуют себя на улице вне зависимости от сезона года, в холодный сезон им, несмотря на небольшие размеры, не требуется наличие специальной одежды.
Шерсть собак этой породы нуждается в регулярном тримминге, самостоятельно вылинивать она не может.
Существует два типа ухода за шерстью и формирования шёрстного покрова у этих собак: формирование рельефа и формы с помощью грумерского тримминга, либо использование классической стрижки при помощи ножниц или специальной машинки.
Шерсть этих собак не имеет выраженного запаха, из-за жёсткой структуры волоса её легко очищать от грязи, поэтому этим собакам не требуется частого мытья.

## Применение
Данная порода изначально формировалась в качестве рабочей охотничьей породы, которая использовалась для травильной и норной охоты на мелких и средних животных, включая лис и барсуков.
В настоящее время собаки этой породы сохранили своё первоначальное предназначение и очень активно используются как в практической охоте, так и в спортивной. Также вельштерьеры популярны для использования в различных видах спорта с собаками, в которых они демонстрируют высокие результаты.
В качестве собак-компаньонов эта порода используется довольно редко в связи с их характером и высокой активностью.